# Mimomyia mediolineata
Mimomyia mediolineata är en tvåvingeart som först beskrevs av Theobald 1904.  Mimomyia mediolineata ingår i släktet Mimomyia och familjen stickmyggor. Inga underarter finns listade i Catalogue of Life.